# Pterolophia sparsepuncticollis
Pterolophia sparsepuncticollis là một loài bọ cánh cứng trong họ Cerambycidae.